# قانون ويبر-فيشنر

رسم توضيحي لقانون ويبر-فيشنر. على كل جانب ، يحتوي المربع السفلي على 10 نقاط أكثر من المربع العلوي. لكن التصور مختلف: على الجانب الأيسر ، يظهر الفرق بين المربع العلوي والسفلي بوضوح. على الجانب الأيمن ، يبدو المربعان متماثلان تقريبًا.

قوانين ويبر-فيشنر هما فرضيتان مرتبطتان في مجال علم النفس الفيزيائي ، والمعروفين باسم قانون ويبر وقانون فيشنر. يتعلق كلا القانونين بالإدراك البشري، وبشكل أكثر تحديدًا العلاقة بين التغيير الفعلي في الحافز البدني والتغيير المدرك. ويشمل ذلك المنبهات لجميع الحواس: الرؤية ، والسمع ، والتذوق ، واللمس ، والشم.
ينص إرنست هينريش ويبر على أن «الحد الأدنى من الزيادة في التحفيز سينتج زيادة ملحوظة في الإحساس تتناسب مع الحافز الموجود مسبقًا» ، بينما قانون جوستاف فيشنر هو استنتاج من قانون ويبر (مع افتراضات إضافية) الذي ينص على أن شدة إحساسنا يزداد كلوغاريتم زيادة في الطاقة وليس بالسرعة مثل الزيادة.

## تاريخ وصياغة القوانين

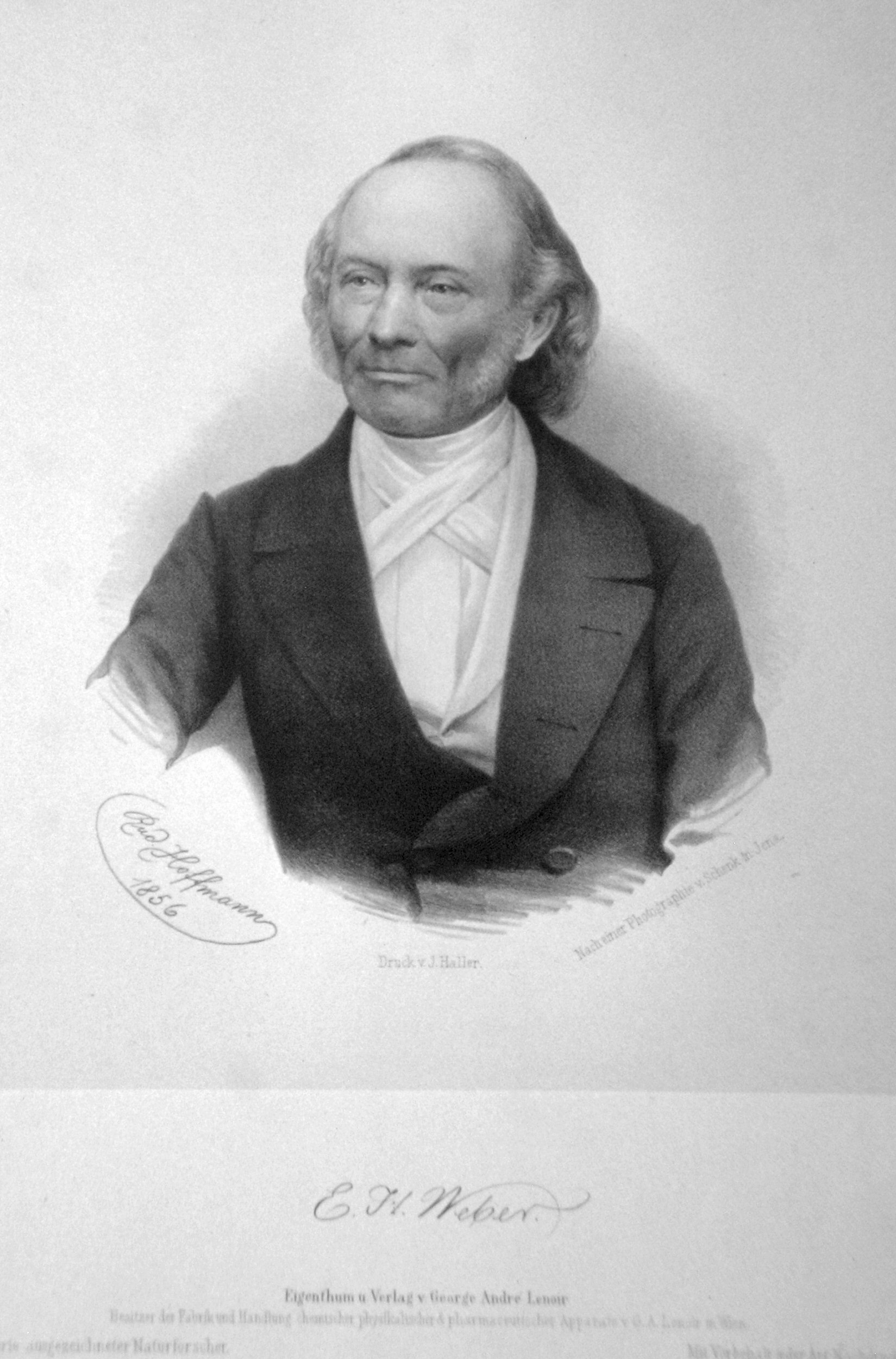
إرنست هاينريش ويبر (1795–1878)

تم صياغة كلا القانونين من قبل غوستاف ثيودور فيشنر (1801-1887). تم نشرهما لأول مرة في عام 1860 في عمل عناصر علم النفس الفيزيائي (بالألمانية: Elemente der Psychophysik)‏. كان هذا المنشور أول عمل على الإطلاق في هذا المجال، وحيث صاغ جوستاف فيشنر مصطلح علم النفس الفيزيائي (بالانجليزيةpsychophysics ː) لوصف الدراسة متعددة التخصصات لكيفية إدراك البشر للأحجام الجسدية. لقد زعم أن «... الفيزياء النفسية هي عقيدة دقيقة لعلاقة الوظيفة أو الاعتماد بين الجسد والروح.»[بحاجة لمصدر]

### قانون ويبر
كان إرنست هينريش ويبر (1795–1878) من أوائل الأشخاص الذين تناولوا دراسة استجابة الإنسان للمحفزات الجسدية بطريقة كمية. كان فيشنر طالبًا عند ويبر وسمى قانونه الأول تكريماً لمعلمه، حيث ان ويبر من أجرى التجارب اللازمة لصياغة القانون.
صاغ فيشنر عدة صيغ من القانون، تدور حول نفس الشيء. تنص إحداها الصيغ على ما يلي:
«الحساسية التفاضلية البسيطة تتناسب عكسياً مع حجم مكونات الاختلاف؛ وتبقى الحساسية التفاضلية النسبية كما هي بغض النظر عن الحجم.» 
هذا ما يعني أن التغيير الملحوظ في المنبهات يتناسب مع المنبهات الأولية.
أيضًا يتضمن قانون ويبر الاختلاف الملحوظ (JND). الذي يعد أصغر تغيير في المحفزات يمكن إدراكه. كما هو مذكور أعلاه، فإن JND dS يتناسب مع شدة المنبهات الأولية S.رياضيا، يمكن وصفها بأنها {\displaystyle dS=K\cdot S} أين {\displaystyle S} هو الحافز المرجعي و {\displaystyle K} ثابت. يمكن كتابتها كـ {\displaystyle \psi =k\log S} ، مع {\displaystyle \psi } هو الإحساس ، {\displaystyle k} كونه ثابتًا ، و {\displaystyle S} كونها الشدة الجسدية للمحفز.
يفشل قانون ويبر دائمًا في الشدة المنخفضة، تحت و بالقرب من عتبة الكشف المطلقة، وغالبًا يفشل في الشدة العالية، ولكن قد يكون صحيحًا تقريبًا عبر نطاق متوسط من الشدة.

#### على النقيض من ويبر
على الرغم من أن قانون ويبر يتضمن بيانًا لتناسب التغيير الملحوظ مع المحفزات الأولية ، إلا أن ويبر يشير فقط إلى هذا كقاعدة عامة فيما يتعلق بالإدراك البشري. كان فيشنر هو من صاغ هذا البيان كتعبير رياضي يشار إليه باسم تباين ويبر .
{\displaystyle dp={\frac {dS}{S}}\,\!} 
تباين ويبر ليس جزءًا من قانون ويبر.

### قانون فيشنر
لاحظ فيشنر في دراساته اختلاف حساسية الأفراد المختلفين لمحفزات معينة. على سبيل المثال، يمكن أن تتعلق القدرة على إدراك الاختلافات في شدة الضوء بمدى جودة رؤية هذا الفرد.[بحاجة لمصدر] كما أشار فيشنر إلى أن حساسية الإنسان لتغيرات المنبهات تعتمد على الحاسة المتأثرة. استخدم هذا لصياغة نسخة أخرى من قانون ويبر أطلق عليها اسم «معادلة القياس» (die Maßformel). ينص قانون فيشنر على أن الإحساس الذاتي يتناسب مع لوغاريتم شدة التحفيز. وفقًا لهذا القانون، فإن التصورات البشرية للعمل المرئي والصوتي على النحو التالي: الصوت المحسوس / السطوع المدرك مع لوغاريتم الشدة الفعلية المقاسة بأداة دقيقة غير بشرية.
{\displaystyle p=k\ln {\frac {S}{S_{0}}}\,\!}
العلاقة بين التحفيز والإدراك علاقة لوغاريتمية. يعني ذلك أنه إذا تغير الحافز كمتتالية هندسية (أي مضروبًا في معامل ثابت)، فإن الإدراك المقابل يتغير كمتتالية حسابية (أي باضافة ثابت ). على سبيل المثال، إذا تضاعفت قوة الحافز ثلاث مرات (أي 3 × 1 )، فقد يكون الإدراك المقابل أقوى مرتين من قيمته الأصلية (أي 1 + 1 ). إذا تضاعف الحافز مرة أخرى ثلاث مرات (أي 3 × 3 × 1 ) ، فإن الإدراك المقابل سيكون أقوى بثلاث مرات من قيمته الأصلية (أي 1 + 1 + 1 ). ومن ثم، بمضاعفة قوة التحفيز، فإن قوة الإدراك تضيف فقط. تنتج الاشتقاقات الرياضية لعزم الدوران على ميزان شعاع بسيط وصفًا يتوافق تمامًا مع قانون ويبر.
نظرًا لفشل قانون ويبر في كثافة منخفضة، قانون فيشنر يفشل كذلك.

#### اشتقاق قانون فيشنر
قانون فيشنر هو اشتقاق رياضي لتباين ويبر.
{\displaystyle dp=k{\frac {dS}{S}}}
دمج التعبير الرياضي لتباين ويبر يعطي:
{\displaystyle p=k\ln {S}+C}
أين {\displaystyle C} هو ثابت تكامل و {\displaystyle \ln } هو اللوغاريتم الطبيعي .
للحل من اجل {\displaystyle C} ، افترض أن الحافز المتصور يصبح صفرًا عند بعض التحفيز الأولي {\displaystyle S_{0}} . باستخدام هذا كقيد، قم بوضع {\displaystyle p=0} و {\displaystyle S=S_{0}} . هذا يعطي:
{\displaystyle C=-k\ln {S_{0}}}
باستبدال {\displaystyle C} في التعبير المتكامل لقانون ويبر ، يمكن كتابة التعبير على النحو التالي:
{\displaystyle p=k\ln {\frac {S}{S_{0}}}}
الثابت k خاص بشعور محدد ويجب تحديده اعتمادًا على الإحساس ونوع الحافز.

## تطبيقات القانون

### الرؤية
القدر ظاهري لجرم سماوي، وهو وحدة تتعلق بإدراك اللمعان بالعين البشرية، يتبع قانونًا لوغاريتميًا.

### السمع
الديسيبل، وهو وحدة تتعلق بإدراك قدرة الصوت من قبل الأذن البشرية، يتبع القانون اللوغاريتمي.

### الإدراك العددي
تظهر الدراسات النفسية أنه أصبح من الصعب التمييز بين رقمين مع تناقص الفرق بينهما. وهذا ما يسمى تأثير المسافة. هذا مهم في مجالات تقدير الحجم، مثل التعامل مع المقاييس الكبيرة وتقدير المسافات. قد يلعب أيضًا دورًا في توضيح سبب إهمال المستهلكين في التسوق لتوفير نسبة صغيرة على عملية شراء كبيرة.

### علم العقاقير
تم الافتراض بأن العلاقات بين الجرعة والاستجابة يمكن أن تتبع قانون ويبر، الذي يقترح أن هذا القانون ينشأ من استجابات المستقبلات الكيميائية الأساسية لعلاقات جرعة الإشارة الخلوية داخل الجسم. يمكن أن تكون استجابة الجرعة مرتبطة بمعادلة هيل، وهي أقرب إلى قانون القوة.

### المالية العامة
هناك فرع جديد من الأدبيات حول المالية العامة يفترض أن قانون ويبر-فيشنر يمكن أن يشرح المستويات المتزايدة للنفقات العامة في الديمقراطيات الناضجة. في الانتخابات وبعد الانتخابات، يطالب الناخبون بالمزيد من المنافع العامة ليكونوا متأثرين بالفعالية؛ لذلك، يحاول السياسيون زيادة الإنفاق العام من أجل جمع المزيد من الأصوات.